# 블라디미르 마소린

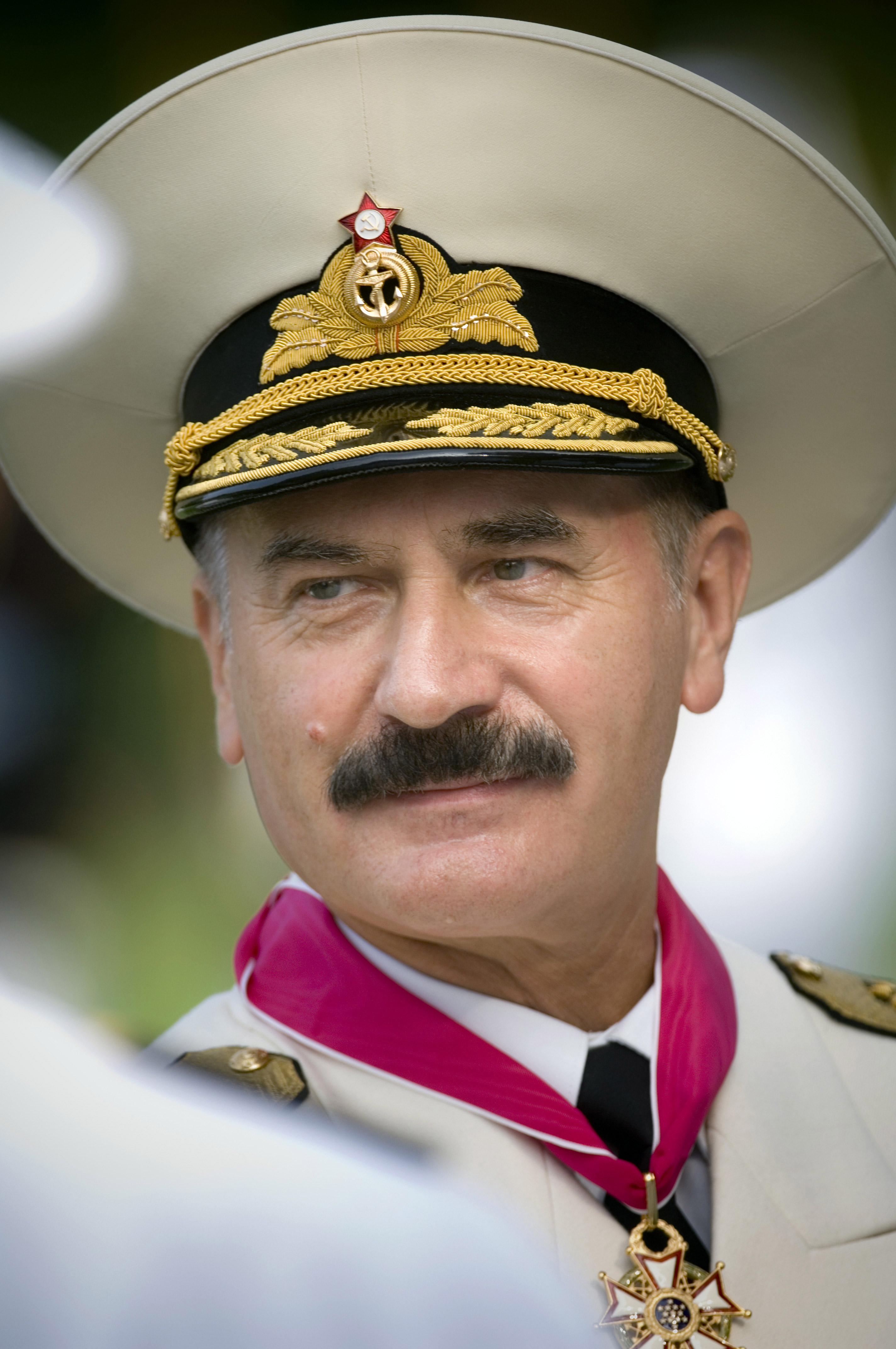
블라디미르 마소린

블라디미르 바실리예비치 마소린(Владимир Васильевич Масорин, 1947년 8월 24일 ~)은 러시아의 퇴역 해군 대장이다. 카스피 해 소함대 사령관 (1996년 ~ 2002년), 흑해 함대 사령관 (2002년 ~ 2005년) 을 거쳐 2005년부터 2007년까지 러시아 해군의 총사령관직을 역임하였다. 2007년 9월 정년 퇴임했으나, 같은 해 12월 국방장관 아나톨리 세르듀코프에 의해 국방장관 고문으로 임명되었다. 고문으로 복귀한 이후 해양 무기 개발 고문으로 활동하고 있다.
| 전임 블라디미르 쿠로예도프 | 러시아 해군 총사령관 2005년 ~ 2007년 | 후임 블라디미르 비소츠키 |